# Clement Smoot
Pour les articles homonymes, voir Smoot.
Clement Smoot (Highland Park, Illinois, 7 avril 1884 - Highland Park, Illinois, 19 janvier 1963) est un golfeur américain. En 1904, il remporta une médaille d'or en golf aux Jeux olympiques de St. Louis, dans la catégorie par équipe. 